# Robert Anthony Eden
Anthony Eden (Windlestone, 1897. június 12. – Salisbury, 1977. január 14.) brit diplomata, konzervatív politikus, külügyminiszter, 1955 és 1957 között az Egyesült Királyság miniszterelnöke.

## Fiatalkora
Robert Anthony Eden 1897. június 12-én született Windlestone-ban, az észak-angliai Durham grófságban, ősi földbirtokos családban. Középiskolai tanulmányait az Eton College-ban végezte, majd Oxfordban keleti nyelveket tanult. Részt vett az első világháborúban, a nyugati fronton harcolt.

## Politikai pályafutása
Politikai pályafutását 1923-ban, a Konzervatív Párt képviselőjeként kezdte a londoni parlament alsóházában. 1926 és 1938 között (az 1929–1931 közötti munkáspárti kormányzást leszámítva) a külügyminisztériumban dolgozott. Stanley Baldwin 1935 júniusában megalakult kormányában a népszövetségi ügyek minisztere, majd 1935. december 22-től külügyminiszter. 1938. február 20-án lemondott, mert nem értett egyet Neville Chamberlain miniszterelnök Olaszországot és Németországot érintő békéltető politikájával. 
Nagy-Britannia hadba lépését követően hadügy-, majd Winston Churchill kormányában 1940. december 22-től ismét külügyminiszter. Részt vett a szövetségesek világháború alatti nagy konferenciáin és az ENSZ megalapításában.
1951-ben a konzervatívok újbóli hatalomra jutását követően ismét a külügyek irányítója és egyben miniszterelnök-helyettes. 1954-ben sikeresen rendezte az angol–iráni olajvitát, közvetítő szerepet játszott Trieszt kérdése ügyében Olaszország és Jugoszlávia között, hozzájárult az első indokínai háború befejezéséhez, részt vett a SEATO megalakításában.
Az idős és betegeskedő Churchill lemondását követően, 1955. április 6-án Eden vette át a miniszterelnöki tisztséget. Pártja támogatottsága a május 26-i parlamenti választásokon tovább erősödött.
Ám népszerűsége hamar megcsappant. Számos betegség és félresikerült operáció gyengítette le a szervezetét, emiatt a jóképű férfi meglehetősen széllelbéleltnek tűnt. Helyettese, Rab Butler szerint „félig őrült nemesúrnak, félig gyönyörű nőnek” látszott.
Kormányfőként is élénken foglalkozott a külügyekkel; kísérletet tett a kelet-nyugati kapcsolatok rendezésére is, ezért 1955-ben fogadta Londonban Hruscsovot és Bulganyint.
1956. november elején a szuezi válság súlyos politikai kudarccal végződött az Egyesült Királyság és személy szerint Eden számára is. Felelősségét ugyan hivatalosan nem ismerte el, megromlott egészsége miatt azonban 1957. január 9-én lemondott a miniszterelnöki tisztségről. Utóda – kormányának korábbi külügyminisztere – Harold Macmillan lett.
Az 1960-as évek elején három kötetben megjelentette emlékiratait. 1961-ben a felsőház tagjává vált, miután a királynő grófi címmel tüntette ki (Earl of Avon).
Sir Anthony Eden 1977. január 14-én hunyt el a dél-angliai Salisbury-ban.

## Magyarul megjelent művei
- Anthony Eden emlékiratai; ford. Szepesy Gyula; Kossuth, Bp., 1964